# Arboretum de Saint Guillem
El Arboreto de San Guillem ( en francés : Arboretum de Saint Guillem y en catalán : Arborètum de Sant Guillem) es un arboreto de 8 hectáreas de extensión, ubicado en la comarca histórica de Vallespir en Prats-de-Mollo-la-Preste, Francia.

## Localización
Se ubica en las cercanías del río Tec.
Arboretum de Saint Guillem, Prats-de-Mollo-la-Preste, Pyrénées-Orientales, Languedoc-Roussillon, France-Francia. 
Planos y vistas satelitales, 42°24′16.92″N 2°28′46.92″E / 42.4047000, 2.4797000
Está abierto al público en los meses cálidos del año. 

## Historia
El arboreto fue establecido en 1958 como vivero de repoblación forestal de la zona y está administrado por la « Office National des Forêts » .
Actualmente tiene sendas de paseo en su interior bien marcadas.

## Colecciones
Actualmente contiene una colección representativa de plantas locales de Los Pirineos, y foráneas incluyendo unas cincuenta variedades de coníferas y árboles caducifolios.
Además se pueden admirar las flores silvestres, y las plantas locales, que crecen como sotobosque.